# Nespereira e Casais
Nespereira e Casais (oficialmente: União das Freguesias de Nespereira e Casais) é uma freguesia portuguesa do município de Lousada, com 4,67 km² de área e 3434 habitantes (censo de 2021). A sua densidade populacional é 735,3 hab./km².

## História
Foi criada aquando da reorganização administrativa de 2012/2013,  resultando da agregação das antigas freguesias de Nespereira e Casais.

## Demografia
A população registada nos censos foi:
| Distribuição da População por Grupos Etários | Distribuição da População por Grupos Etários | Distribuição da População por Grupos Etários | Distribuição da População por Grupos Etários | Distribuição da População por Grupos Etários | Distribuição da População por Grupos Etários |
| -------------------------------------------- | -------------------------------------------- | -------------------------------------------- | -------------------------------------------- | -------------------------------------------- | -------------------------------------------- |
| Antes da agregação                           |                                              |                                              |                                              |                                              |                                              |
| Ano                                          | 0-14 anos                                    | 15-24 anos                                   | 25-64 anos                                   | >= 65 anos                                   | Total                                        |
| 2001                                         | 672                                          | 545                                          | 1701                                         | 280                                          | 3198                                         |
| 2011                                         | 599                                          | 474                                          | 2026                                         | 387                                          | 3486                                         |
| Após a agregação                             |                                              |                                              |                                              |                                              |                                              |
| Ano                                          | 0-14 anos                                    | 15-24 anos                                   | 25-64 anos                                   | >= 65 anos                                   | Total                                        |
| 2021                                         | 460                                          | 407                                          | 2047                                         | 520                                          | 3434                                         |